# Carles Pius d'Habsburg-Lorena i Borbó
L'Arxiduc Carles Pius d'Hasburg-Lorena i Borbó, Príncep de Toscana, (Viena, 4 de desembre del 1909 - Barcelona, 24 de desembre del 1953) fou un noble espanyol, arxiduc d'Àustria i pretendent carlista al tron espanyol amb el nom de "Carles VIII", encara que els seus "drets", provenien de la seva mare Blanca de Borbó, filla de Carles VII, tot i que segons els postulats carlistes la seva mare no hauria pogut regnar (però si transmetre els seus drets), ja que l'origen dels "reis" carlistes venia que Carles Maria Isidre de Borbó no va reconèixer la seva neboda Isabel II com a reina per considerar en vigor la llei semi-sàlica de 1713.

## Joventut
Va néixer a Viena, fill de Leopold Salvador d'Habsburg, príncep de Toscana, i de la Infanta d'Espanya Blanca de Borbó (1868-1949), filla del Duc de Madrid Carles de Borbó i Àustria-Este i es postulà com a pretendent carlí al tron d'Espanya amb el nom de Carles VIII. Era, per tant, descendent directe de Leopold II del Sacre Imperi Romanogermànic i de Carles IV d'Espanya. Els seus padrins de bateig van ser el Papa Pius X i la comtessa de Bardi.
Carles va créixer al Palau Toscana a Viena. El 1919 el govern republicà d'Àustria va confiscar totes les propietats dels Habsburgs. Carles va emigrar amb la seva família a Tenuta Reale, propietat de la família materna a Viareggio a Itàlia. Després es van traslladar a Barcelona. El 1926 Carles va rebre la nacionalitat espanyola.

## ElsCruzadistas
El 1932 un sector del carlisme, anomenat el Nucli de la Lleialtat, vinculat a El Cruzado Español, va començar a dipositar les seves esperances en els fills de Blanca de Borbó, en considerar que no existia cap altra branca que fos hereva ideològica del tradicionalisme monàrquic i que per tant la successió havia de buscar-se entre els descendents de la dona més propera a Alfons Carles. Aquest moviment considerava que el liberalisme d'Alfons XIII l'excloïa de la successió.
El 29 de juny de 1943 Carlos publica un manifesto en el qual es proclama legítim hereu del tron. En aquest temps ell tenia tres germans majors, però cap d'ells s'havia mostrat interessat a reclamar aquests drets dinàstics. El 1947 dos dels seus germans, Leopold i Francesc José, renuncien als seus drets. El 1948 Antoni Maria ho fa verbalment a Barcelona. A la mort de Carles, Francesc Josep i Antoni Maria reclamen els drets per a si mateixos.
Carles va ser reconegut pels seus seguidors com Carles VIII, i el seu moviment va ser conegut com el Carloctavisme. Va morir a Barcelona d'una hemorràgia cerebral. Fou sebollit al monestir de Poblet.

## Matrimoni i família
El 8 de maig de 1938 Carlos va contreure matrimoni a la catedral de Sant Esteve de Viena amb Christa Satzger de Bálványos (1914-2001). En tractar-se d'un matrimoni morganàtic, la descendència va ser exclosa de la successió:
- Alexandra Blanca d'Habsburg-Lorena i Borbó (1941-), casada el 1960 amb José María Riera Leyva.
  - Alejandra de Riera i Habsburg-Lorena (4 de novembre de 1960) casada amb Baldo Montaner Casanella.
    - Mar Montaner Riera (9 de juny de 1994).
    - Violeta Montaner Riera (1 d'abril de 2001).

  - Carlos Pío Riera i d'Habsburg-Lorena (16 de juliol de 1963) casat el 1992 amb Mireia Mateu Martínez.
    - Laura Riera Mateu (17 d'abril de 1998).
    - Blanca Riera Mateu (6 d'agost de 2000).

  - Pedro Riera i d'Habsburg-Lorena (1 de desembre de 1965) casat amb Leonor Benoist (sense descendència).
- María Inmaculada Pia d'Habsburg-Lorena i Borbó (1945-), casada el 1969 amb John Howard Dobkin (divorciats).
  - Carlos Eduardo Dobkin (11 d'octubre de 1970) casat amb Angela Gengler a Felton, Califòrnia el 23 d'octubre de 2004.
    - Abigail Rowan Gengler Dobkin (30 de gener de 2006).
    - Hadley Pia Gengler Dobkin (27 de maig de 2007).
    - Finley Ruth Dobkin (19 de desembre de 2008).

  - Juan Leopoldo Dobkin (18 de gener de 1972) casat amb Estefanía Francisca Lempert a Nova York el 13 d'octubre de 2007. (sense descendència)
  - Antonio Cortés Pío Dobkin (12 de maig de 1979) (solter).

El 30 de novembre de 1990 Alejandra i María Inmaculada van rebre el títol de Comtesses d'Habsburg (Gräfin von Habsburg) de part de l'arxiduc Otto, cap de la Casa imperial,